# エディ・コンスタンティーヌ
エディ・コンスタンティーヌ（Eddie Constantine、本名エドワード・コンスタンティノフスキー、Edward Constantinowsky、1917年10月29日 ロサンゼルス - 1993年2月25日 ヴィースバーデン）は、在外在住アメリカ人の俳優、歌手で、ヨーロッパでキャリアを送った。

## 来歴・人物
1917年10月29日、アメリカのカリフォルニア州ロサンゼルスに生まれる。父はロシア人、オペラのバリトン歌手であった。音楽を学び、ハリウッドで映画のための歌手をやっていた。1943年、ニューヨークに行き、ラジオシティ・ミュージックホールで歌う。1949年にはバレリーナと結婚し、フランス・パリでエディット・ピアフのオペレッタ『La p'tite Lili』に出演した。
1950年代、フランスでスターになり、もっとも知られているのはハードボイルド探偵/シークレット・エージェント「レミー・コーション」役（ピーター・チェイニイ原作小説より）であり、それは『Cet homme est dangereux』（英題Dangerous Agent、監督ジャン・サシャ、日本未公開、1953年）、『左利きのレミー Lemmy pour les dames』（監督ベルナール・ボルドリー、1961年）、『À toi de faire ... mignonne』（監督ベルナール・ボルドリー、日本未公開、1963年）といったフレンチ・Bムービーである。
コンスタンティーヌの典型的な役どころは、人当りのいい語り口で、誘惑的な口先のうまい男であり、しばしばお笑いのために演じるところである。たまたまフランス市民になってしまったコンスタンティーヌは、フランス、ドイツといったヨーロッパのいくつかの国、アフリカでも同様に、偉大なる大衆性をたのしんだ。彼はいくつかのヒット曲も吹き込んでいる。
もっとも偉大なる作品はジャン＝リュック・ゴダール監督の『アルファヴィル』（1965年）で、彼はレミー・コーションの役を（さらにもっとラディカルな終焉へと）再演した。コンスタンティーヌのフランスでの興行成績アピールは、1960年代中盤には弱まり、彼はたまたまドイツへ移動し、性格俳優として仕事をした。コンスタンティーヌは自分の俳優としてのキャリアをけっしてシリアスには訴えず、彼は自分自身を本職は歌手であると捉えていたようだ。
1991年には来日し、長尾直樹監督の日本映画『東京の休日』に出演。同年、ゴダールの実験映画『新ドイツ零年』で、彼は最後のレミー役を演じることになった。彼の最後の特筆すべき出演作は、ラース・フォン・トリアー監督の『ヨーロッパ』（1991年）であった。
1993年2月25日、ドイツ・ヘッセン州ヴィースバーデンで心筋梗塞で死去した。75歳没。